# آل كروودز 2: عصر جديد
آل كروودز 2: عصر جديد (بالإنجليزية: The Croods: A New Age) هو فيلم رسوم متحركة كوميدي أمريكي من إنتاج شركة دريم ووركس أنيميشن وإخراج جول كراوفورد وبطولة نيكولاس كيج، و‌إيما ستون، و‌رايان رينولدز، و‌كاثرين كينر، و‌كلارك دوك، و‌كلوريس ليتشمان، و‌بيتر دينكلاج، و‌ليزلي مان، و‌كيلي ماري تران.
الفيلم تابعة لفيلم 2013 آل كروودز، واصدر الفيلم في 25 نوفمبر 2020 في الولايات المتحدة.

## طاقم التمثيل
- نيكولاس كيج بدور غروك كروود
- إيما ستون بدور إيب كروود (في النسخة الإيطالية أدت أليس باغاني الدور)[5]

## روابط خارجية
لا توجد روابط لمواقع التواصل الاجتماعي.

- الموقع الرسمي
- آل كروودز 2: عصر جديد على موقع IMDb (الإنجليزية)
- آل كروودز 2: عصر جديد على موقع ميتاكريتيك (الإنجليزية)
- آل كروودز 2: عصر جديد على موقع روتن توميتوز (الإنجليزية)
- آل كروودز 2: عصر جديد على موقع ألو سيني (الفرنسية)
- آل كروودز 2: عصر جديد على موقع بوكس أوفيس موجو (الإنجليزية)
- آل كروودز 2: عصر جديد على موقع فيلمافينيتي (الإسبانية)
- آل كروودز 2: عصر جديد على موقع قاعدة بيانات الأفلام السويدية (السويدية)
- آل كروودز 2: عصر جديد على موقع قاعدة بيانات الفيلم (الإنجليزية)
- آل كروودز 2: عصر جديد على موقع ليتربوكسد (الإنجليزية)
- آل كروودز 2: عصر جديد على موقع كينوبويسك (الروسية)